# Ágúst Ævar Gunnarsson
Ágústi Ævar Gunnarsson fue uno de los miembros originales de la banda islandesa de post-rock Sigur Rós, donde tocaba la batería. Formó parte de la banda desde su creación en 1994 hasta que optó por dejarla en 1999 después de grabar el álbum Ágætis byrjun. Ágúst decidió iniciar estudios de diseño. Lo sustituyó Orri Páll Dýrason.